# トマ＝アンリ美術館
トマ＝アンリ美術館（とま あんり びじゅつかん、Musée Thomas-Henry）は、フランス北西部ノルマンディー地方マンシュ県の港湾都市シェルブール＝アン＝コタンタンにある美術館である。
主に15世紀から19世紀の絵画を中心に、約300点の作品が展示されており、ノルマンディーで3番目に重要なコレクションを誇る。

## 歴史
1831年から1835年にかけて市に匿名で寄付された163点の絵画で形成され、後に町議会議員で美術評論家のトマ・アンリによって寄付されたことが判明した。この美術館で絵画を模写し学んでいた画家の中にジャン＝フランソワ・ミレーもいた。
1835年、これらの163点の絵画から美術館が設立され、コレクションの中にはフラ・アンジェリコやフィリッポ・リッピなどのイタリアの古典画家の作品が含まれていた。コレクションは、フランス海軍の提督ジル・トルードや、彫刻家でキュレーターのアルマン・ル・ヴェールなど、他のコレクターからの寄付も加わって完成した。1965年に市が創設した民間の寄付と地方財政からなるミレー基金によって運営されている。
当初は市庁舎内にあったが、1983年にジャック・プレヴェール市立図書館とともに旧穀物倉庫の跡地へ移転し、専用の文化施設として再オープンした。2007年の来館者は18,957人であったが、2009年には30,554人に伸びた。

## ギャラリー

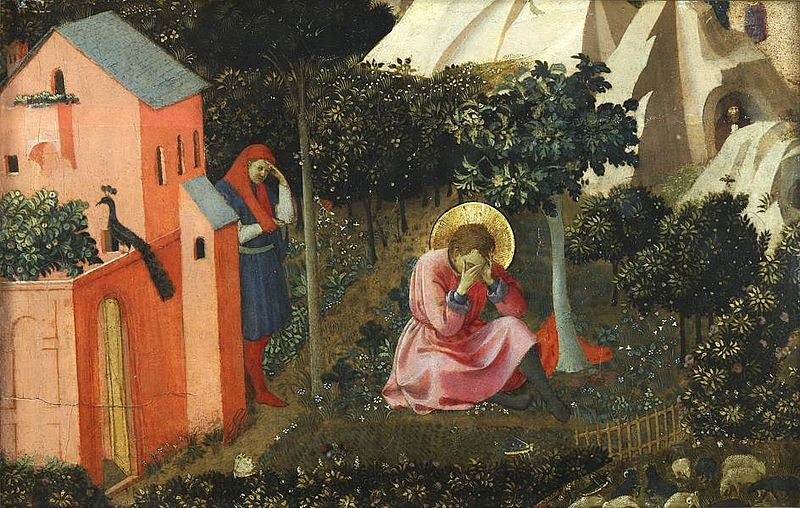
『聖アウグスティヌスの改宗』(1430 - 1435年頃) フラ・アンジェリコ
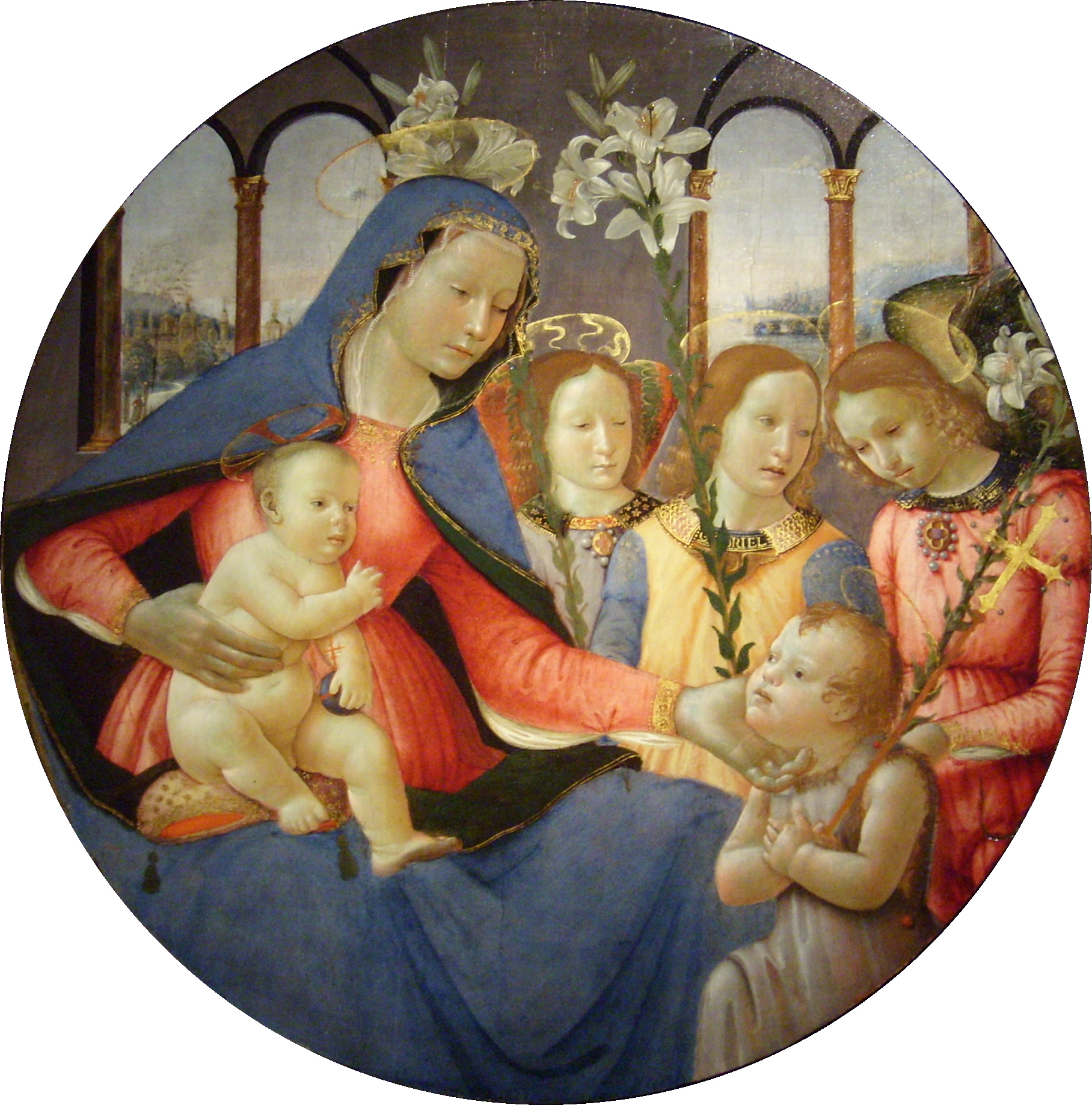
『聖母子と三天使に迎えられる洗礼者ヨハネ』(1500年頃) セバスティアーノ・マイナルディ
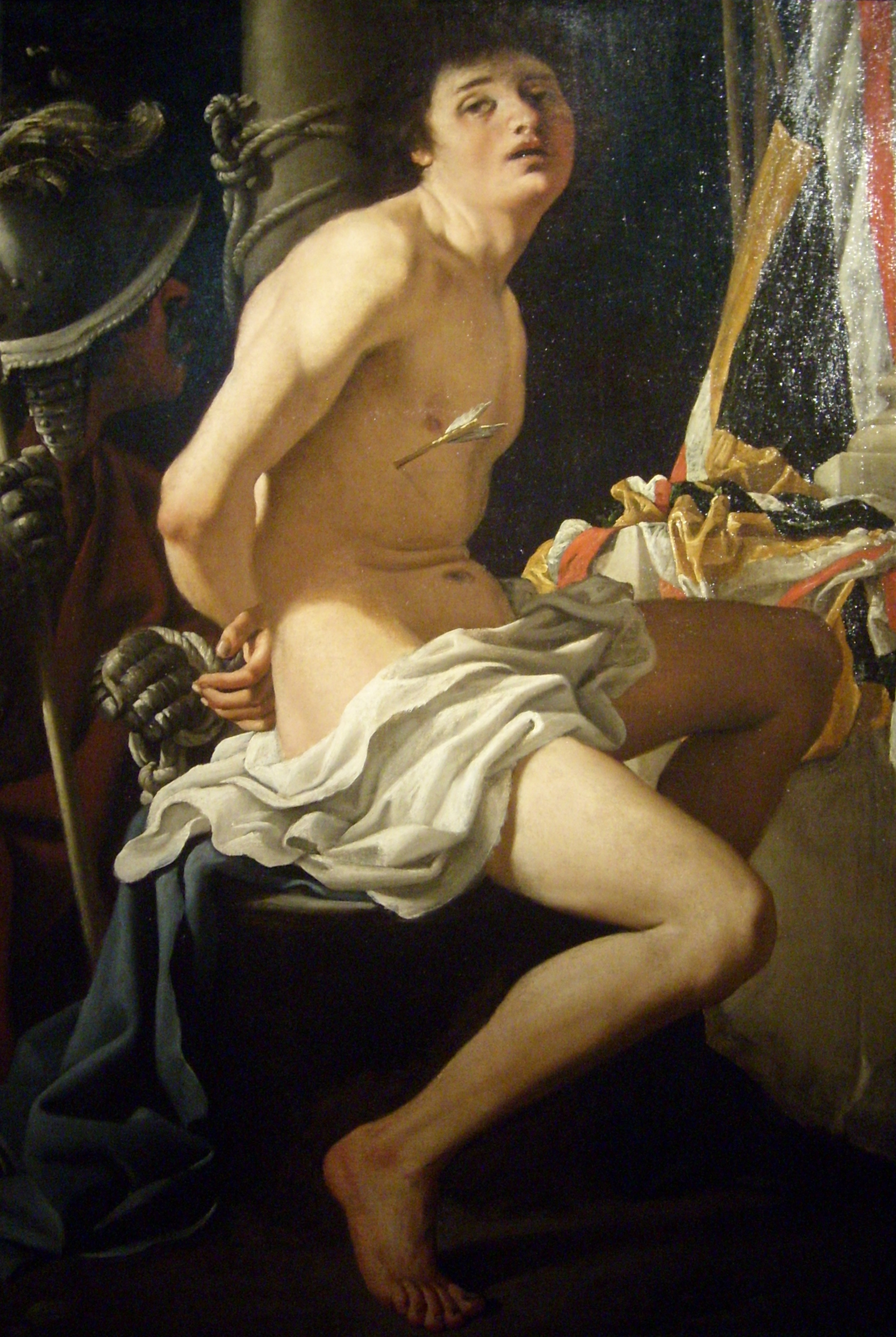
『聖セバスチャンの殉教』 バルトロメオ・スケドーニ
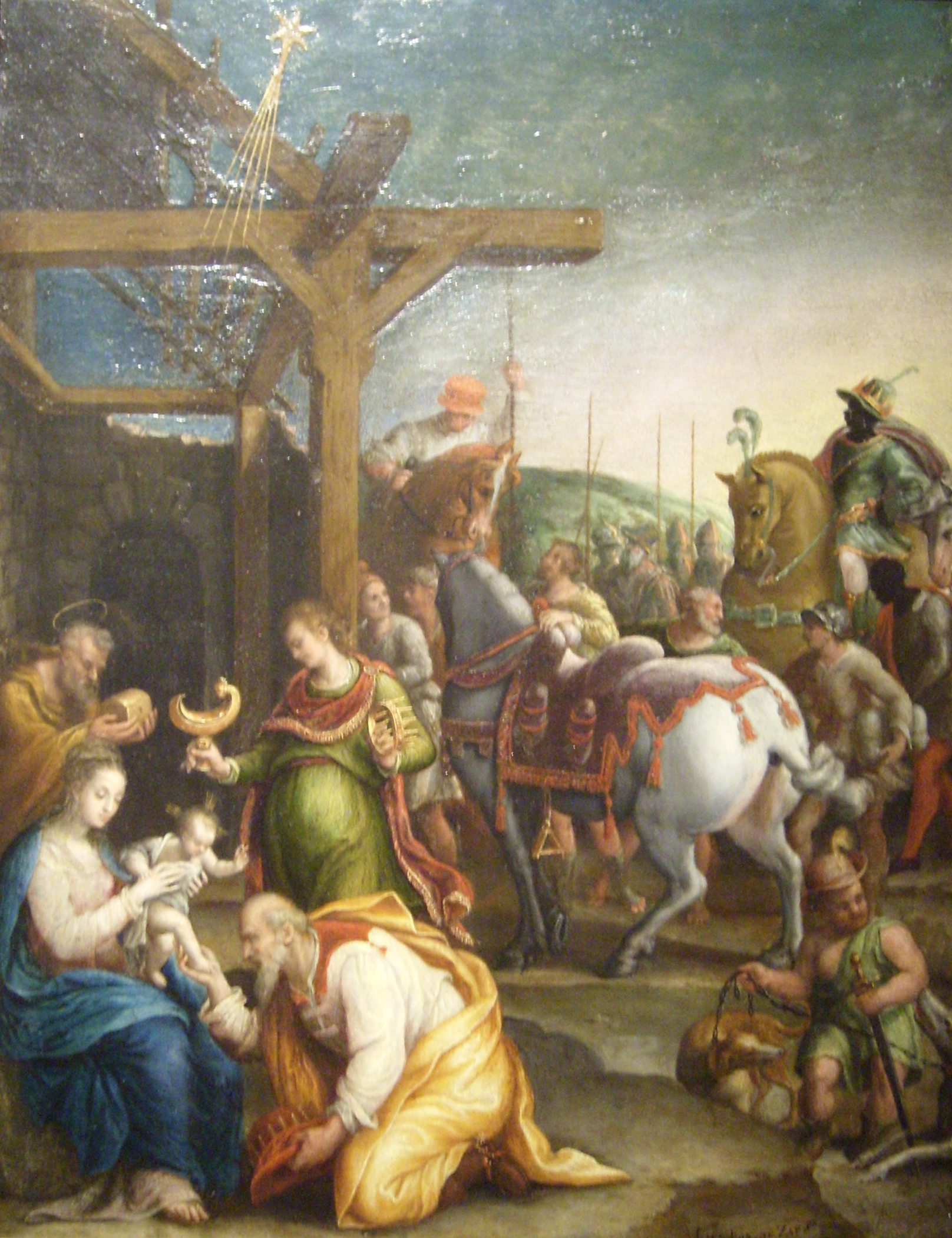
『マギの崇拝』(1590年) ラヴィニア・フォンタナ
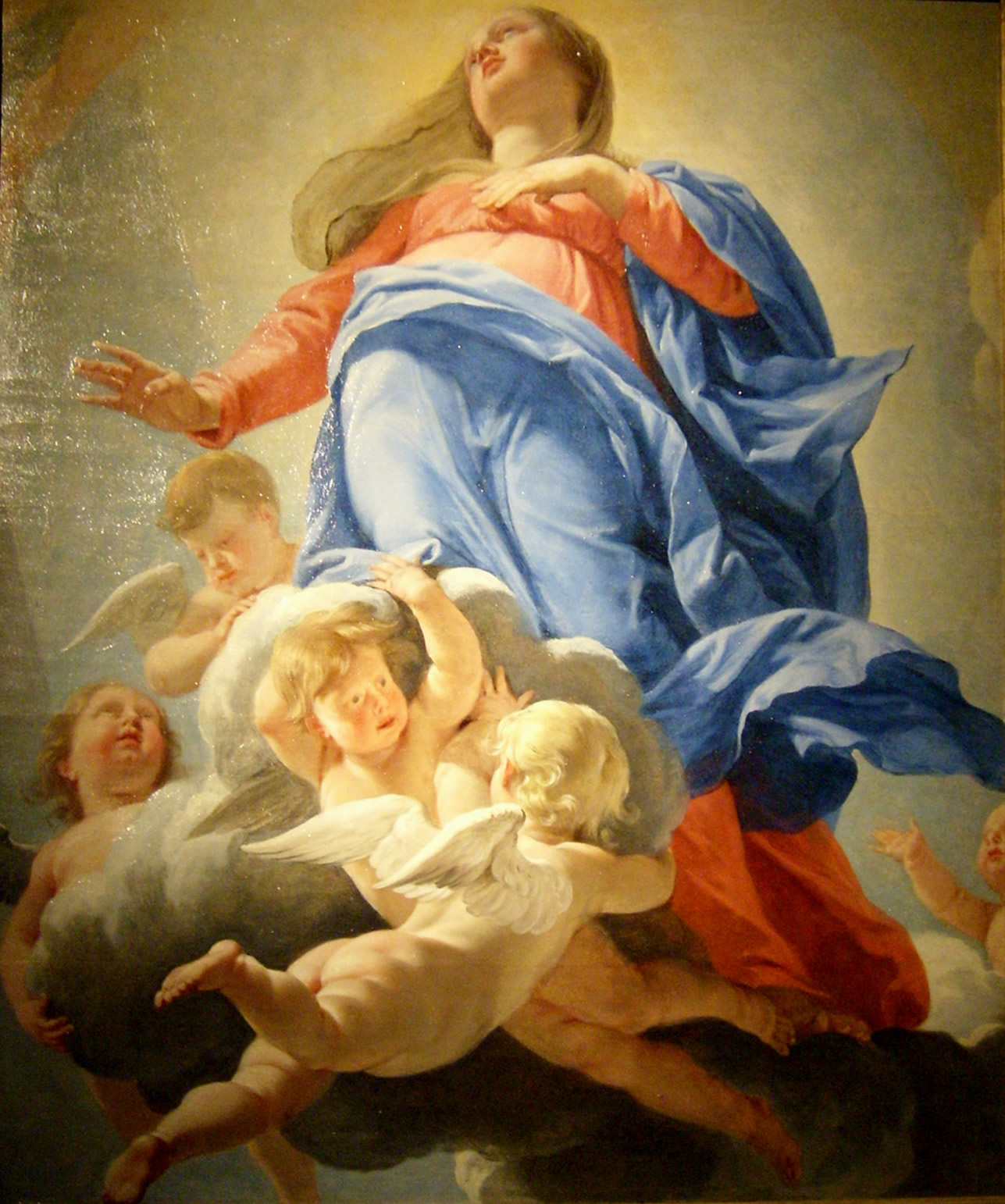
『聖母の昇天』(1643年) フィリップ・ド・シャンペーニュ
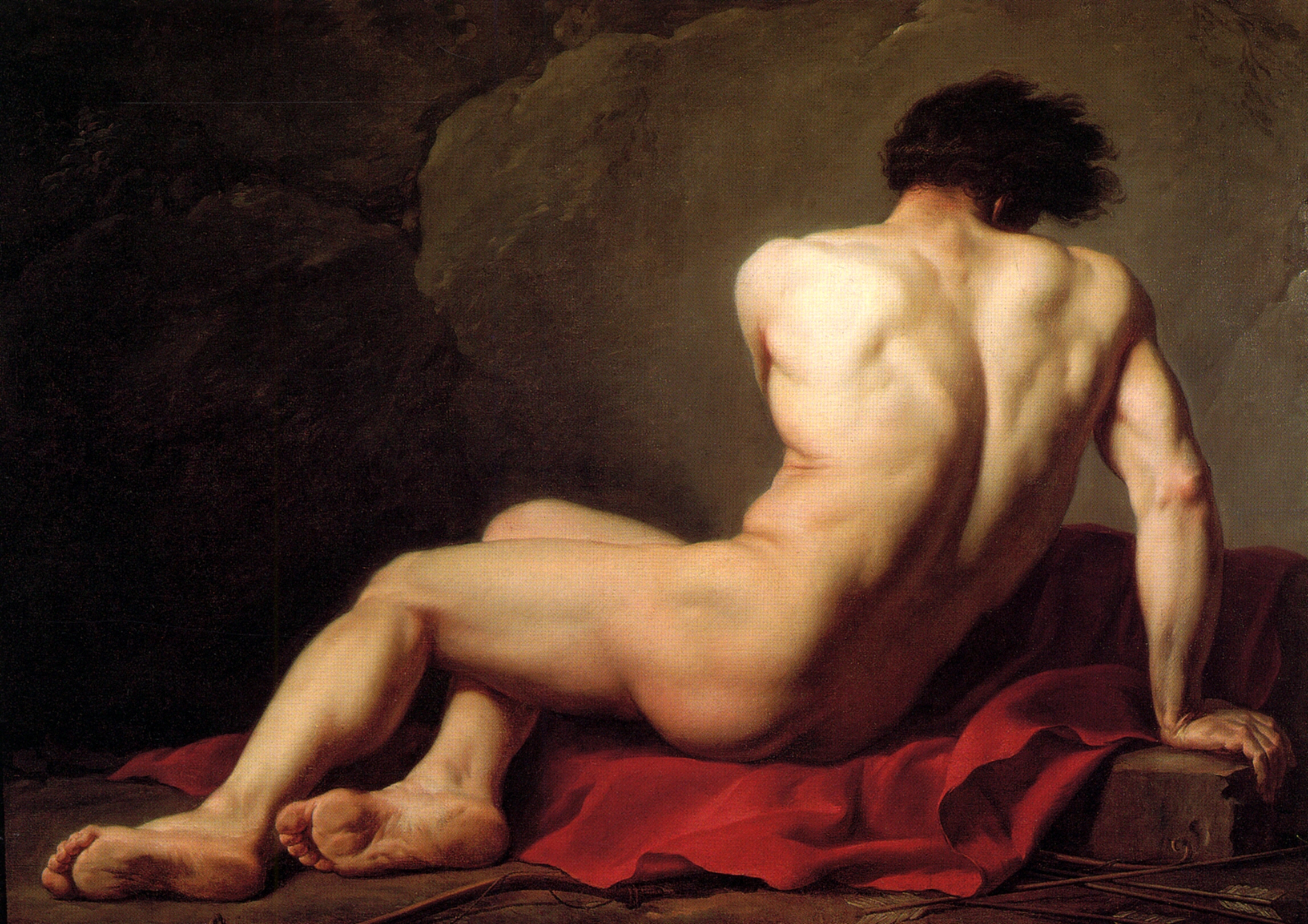
『パトロクロス』(1780年) ジャック＝ルイ・ダヴィッド
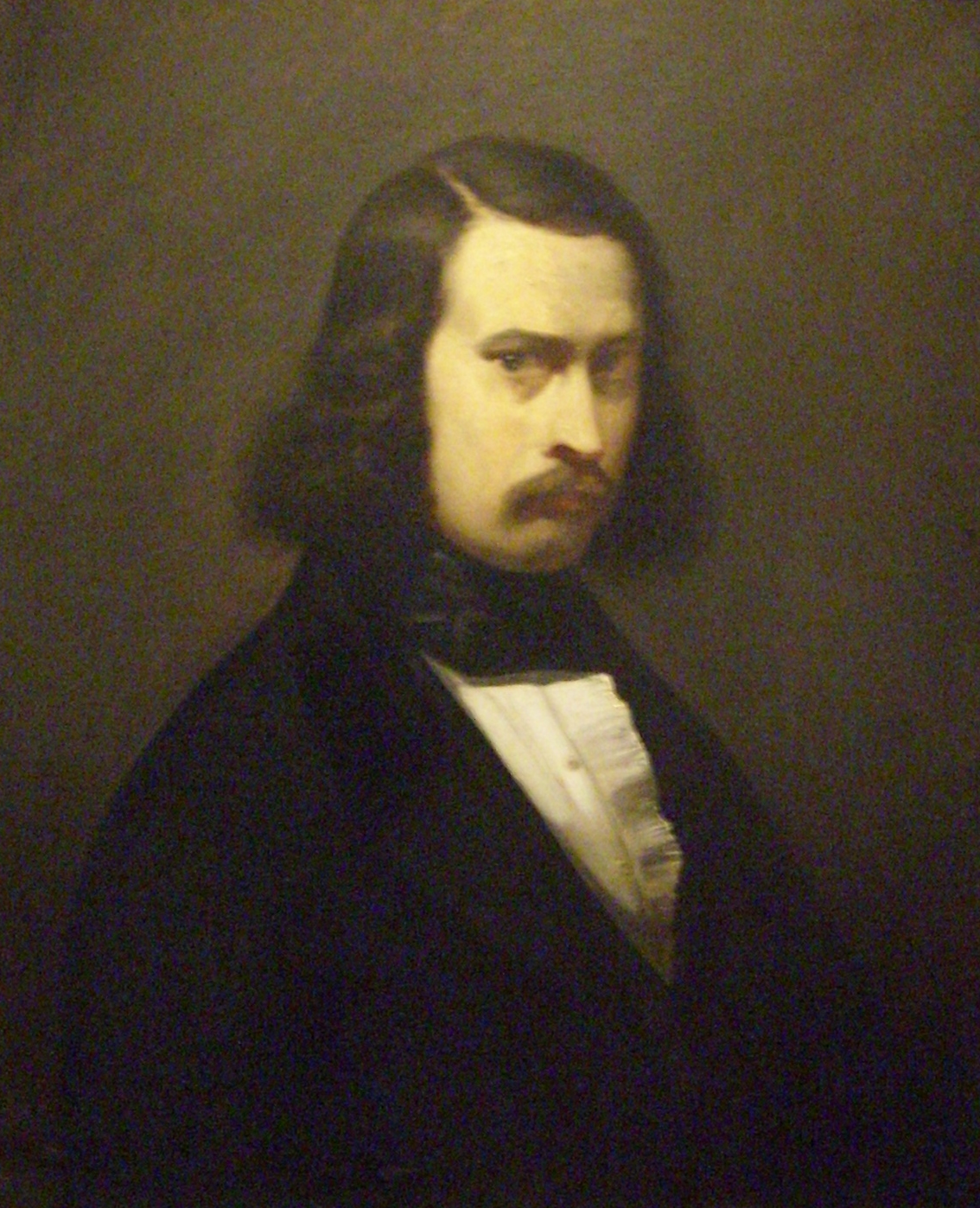
『自画像』(1841年) ジャン＝フランソワ・ミレー
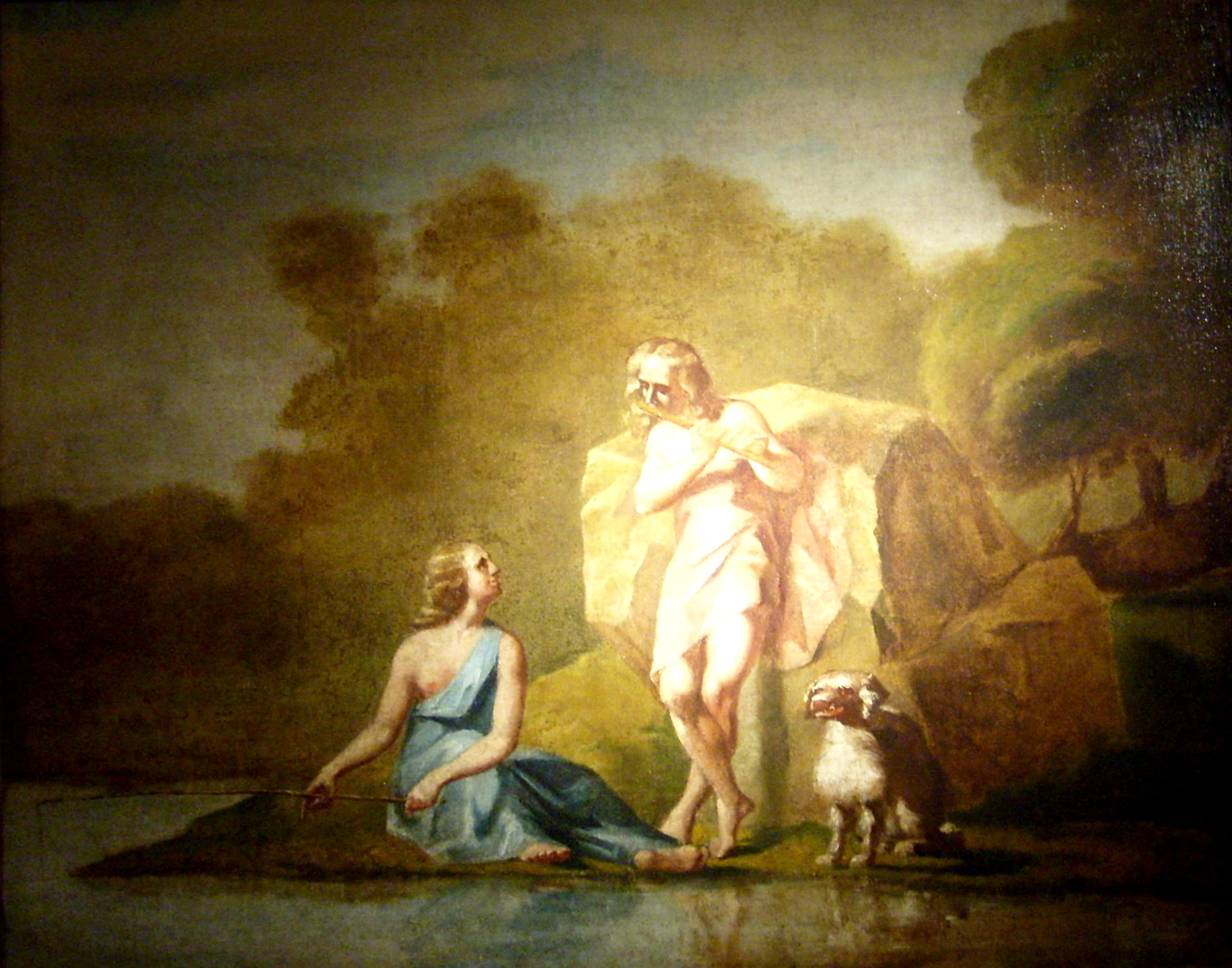
『アルカディアの羊飼い』(1842 - 1843年) ジャン＝フランソワ・ミレー
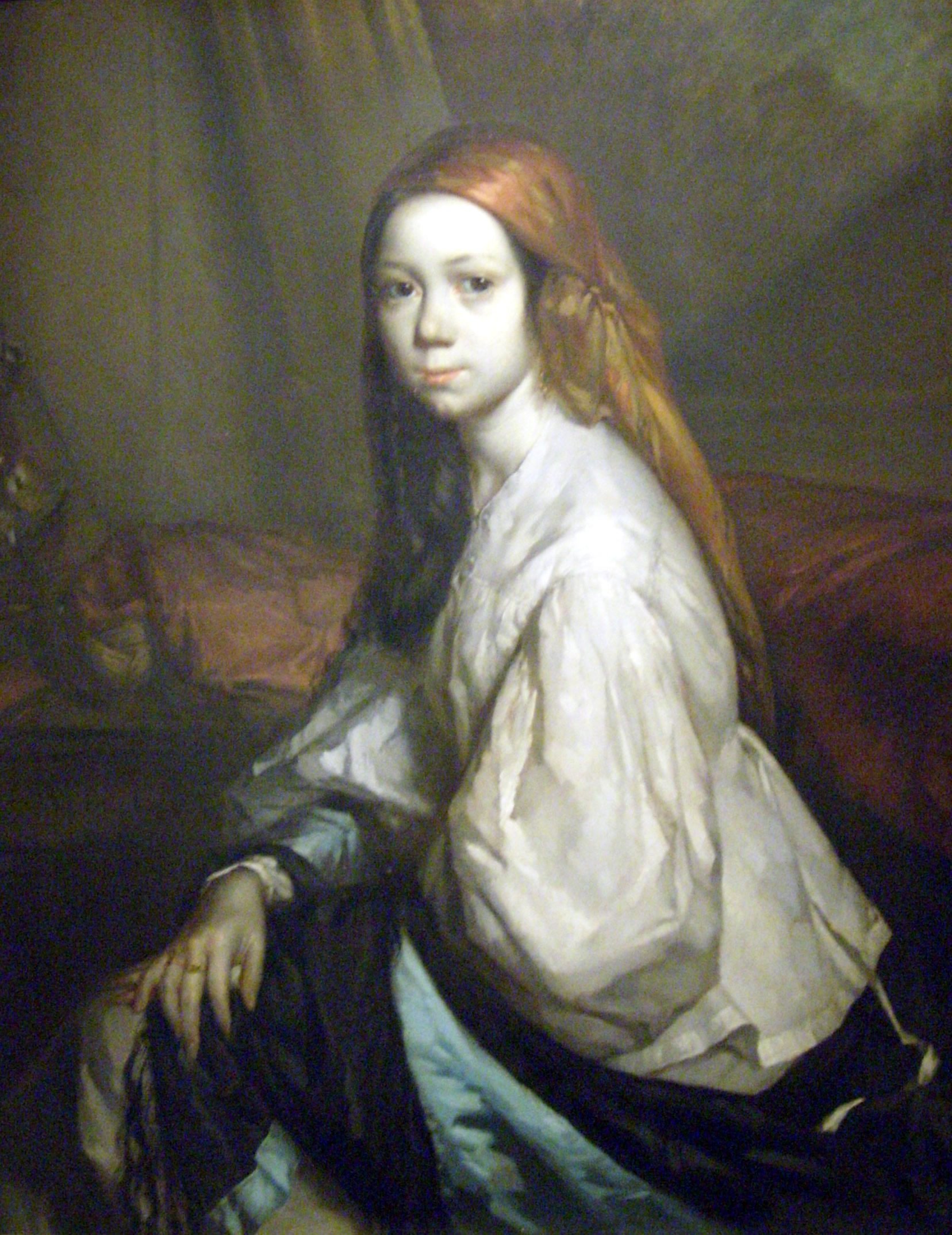
『ポーリーン・オノの肖像』(1843 - 1844年) ジャン＝フランソワ・ミレー
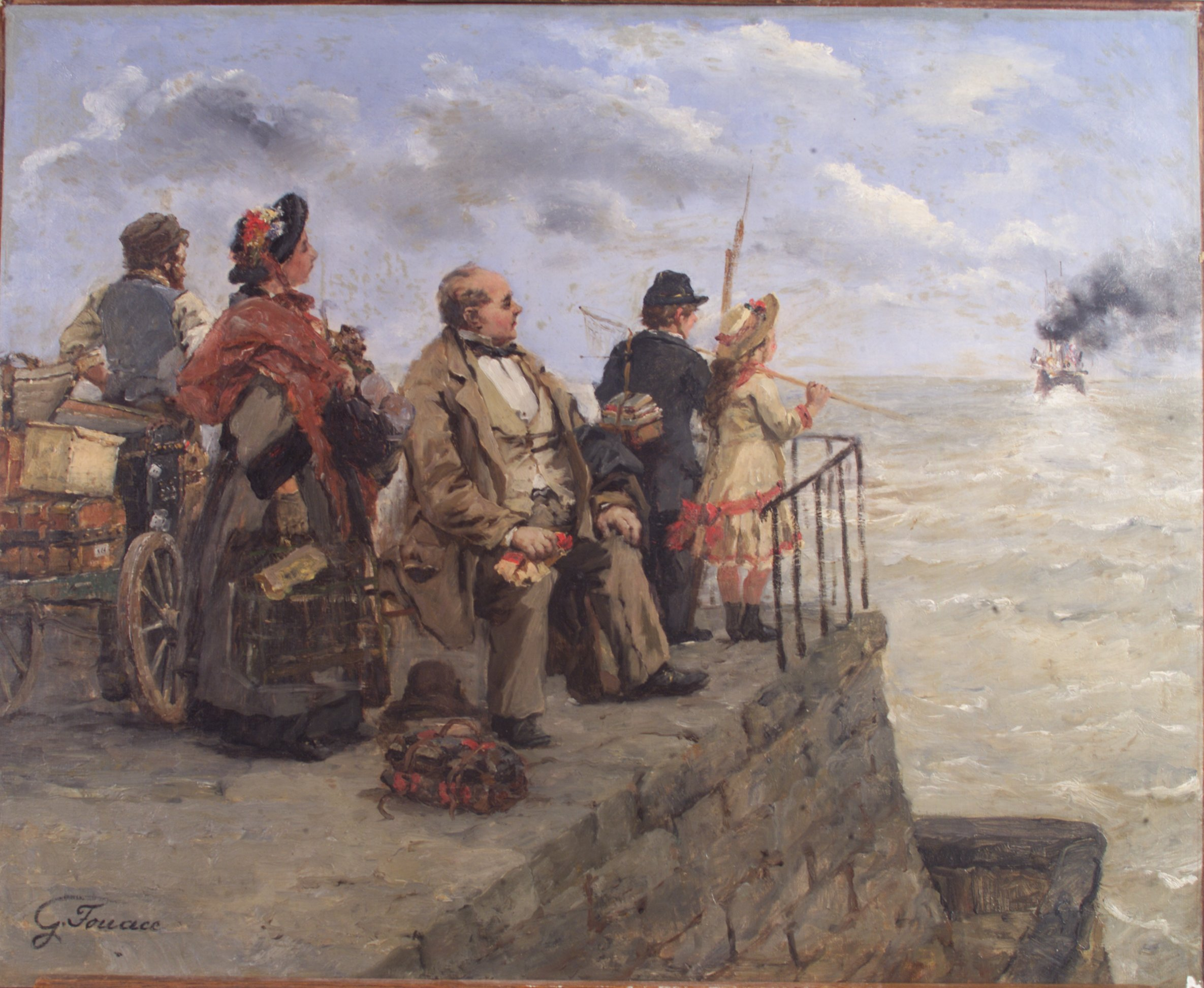
『ジャージーへの船出』(1883年) ギヨーム・フーアス
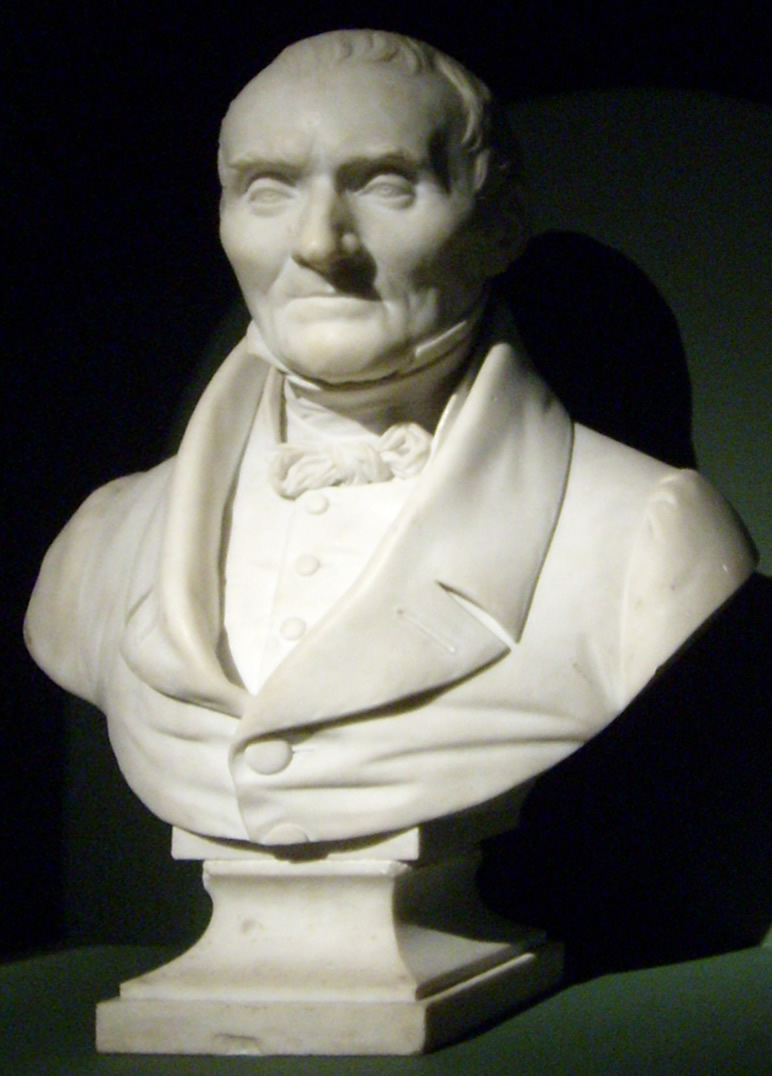
『トマ・アンリの胸像』(1845年) ジャン＝ピエール・ダンタン
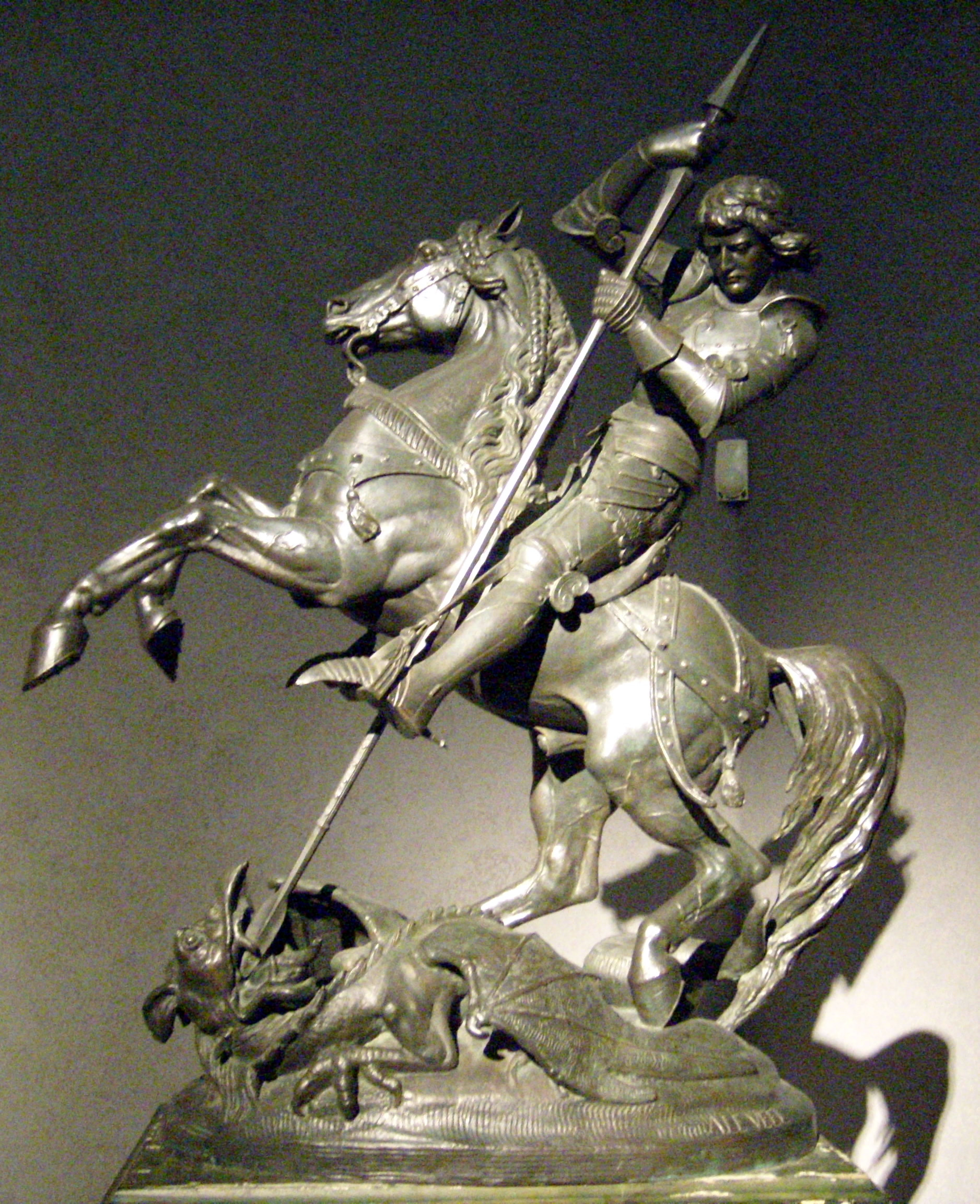
『ドラゴンを倒す聖ジョージ』(1865年) アルマン・ル・ヴェール